# Elzas Passage
De Elzas Passage is een overdekt winkelcentrum met woningen en parkeergarages in het centrum van Helmond.

## Ligging
De Elzas Passage ligt in de binnenstad van Helmond. De passage vormt een verbinding tussen de Veestraat en de Markt. Daarnaast zijn er ingangen aan de Watermolenwal en het Piet Blomplein. Er is een ondergrondse parkeergarage.

## Geschiedenis
Op de plek aan de Veestraat waar nu het winkelcentrum is bevond zich vroeger de Heilig Hartkerk, deze werd in 1955 gesloopt. Het perceel was eigendom van J. Meeuws, die ook een pand aan de Markt bezat. De bedoeling was een doorgang te maken van de Veestraat naar de Markt. Hiervoor moesten meer panden worden gesloopt, waaronder een groot gebouw dat diende als pension voor gastarbeiders uit de Elzas. Dit plan werd uiteindelijk door Wilma Bouw uit Weert ontwikkeld. Tien jaar later dan gepland werd in 1969 de 6.000 m2 grote Centrum Passage geopend. Het winkelcentrum was toen nog niet overdekt, een overkapping werd in 1979 aangebracht.
In 1987-1989 werd het winkelcentrum en het naastgelegen Vroom en Dreesman-pand verbouwd naar een ontwerp van AGS Architects. Hierbij werd het met 3.300 m2 vloeroppervlak uitgebreid en kreeg het een nieuwe overkapping met puntdak. Ook werden doorgangen naar de winkels van C&A, de Watermodelwal en het Speelhuisplein gerealiseerd. Verder werd er een complex met ca. 40 woningen gebouwd.
In 1985 lag er een plan voor verdere uitbreiding, maar het feit dat een van de grondeigenaren niet wilde verkopen leidde tot vertraging. In 1989 werd er een parkeergarage opgeleverd bij het winkelcentrum, te zelfder tijd werd de naam gewijzigd in Elzas Passage. Deze naam verwijst naar het pension dat er vroeger stond.

## Staat in 2023
De Elzas Passage bestaat uit een winkelpassage met een oppervlakte van ca. 11.100 m2 met ca. 44 winkels, dienstverleners en restaurants. Ankerhuurders zijn Douglas, Jack & Jones en Van Uffelen. Verder zijn er ca. 40 woningen en een ondergrondse parkeergarage met 195 parkeerplaatsen.
Het winkelcentrum wordt beheerd door de Nederlandse tak van CBRE Group.